# Werkpädagogik
Werkpädagogik beschäftigt sich im weitesten Sinne mit allen Dingen, die im Zusammenhang von praktischer Arbeit/Werken und Lernen stehen. 
Der alleinstehende Begriff oder die Berufsbezeichnung Werkpädagoge/Werkpädagogin ist zurzeit in Deutschland nicht geschützt, so dass es keine einheitliche Definition gibt. Jedoch gibt es zum einen die Ausrichtung auf die Kunst- und Werkpädagogik, welche unter anderem an Hochschulen für bildende Künste angeboten wird. Diese Richtung der Werkpädagogik bezieht sich hauptsächlich auf die Kunsterziehung. Werkpädagogik wird auch in der Spielmobilarbeit eingesetzt.
Seit 1999 veranstalten die Landschaftsverbände Rheinland und Westfalen-Lippe in Kooperation mit dem LWL-Bildungszentrum Jugendhof Vlotho eine pädagogische Zusatzqualifizierung für Anleiter und Meister, die sich mit Zielgruppen beschäftigen, bei denen eine Integration auf den Arbeitsmarkt ohne Unterstützung nicht möglich ist. Die Absolventen dieses Kurses bekommen ein Zertifikat, das sie als Werkpädagogin bzw. Werkpädagoge ausweist. Aus dem Kreis der Absolventen dieses Kurses ist vor ca. zwei Jahren der Bundesverband für Werkpädagogik e.V. ins Leben gerufen worden. Der Bundesverband für Werkpädagogik e.V. versteht sich als Sprachrohr aller anleitenden Kräfte in Maßnahmen zur persönlichen und sozialen Stabilisierung und zur Verbesserung der Chancen für die Integration auf dem Arbeitsmarkt.